# (9170) 1988 TG5
A (9170) 1988 TG5 a Naprendszer kisbolygóövében található aszteroida. Ueda Szeidzsi és Kaneda Hirosi fedezte fel 1988. október 3-án.